# Samuel Edwards
Samuel Frederick Edwards (Swansea, 1 de fevereiro de 1928) é um físico britânico.
Foi Professor Cavendish de Física, de 1984 a 1995.